# 長崎県幼稚園一覧
長崎県幼稚園一覧（ながさきけんようちえんいちらん）は、長崎県の幼稚園の一覧。

## 国立幼稚園
- 長崎大学教育学部附属幼稚園

## 公立幼稚園

### 長崎市
- 長崎市立認定こども園長崎幼稚園
- 長崎市立高島幼稚園

### 佐世保市
- 佐世保市立愛宕幼稚園
- 佐世保市立小佐世保幼稚園
- 佐世保市立白南風幼稚園
- 佐世保市立日宇幼稚園
- 佐世保市立天神幼稚園
- 佐世保市立中里幼稚園
- 佐世保市立三川内幼稚園
- 佐世保市立小佐々幼稚園
- 佐世保市立世知原幼稚園
- 佐世保市立針尾幼稚園
- 佐世保市立江迎幼稚園

### 諫早市
- 諫早市立諫早幼稚園
- 諫早市立北諫早幼稚園
- 諫早市立高来幼稚園

### 大村市
- 大村市立福重幼稚園
- 大村市立松原幼稚園
- 大村市立竹松幼稚園
- 大村市立中央幼稚園
- 大村市立放虎原幼稚園
- 大村市立西大村幼稚園
- 大村市立三城幼稚園
- 大村市立大村幼稚園
- 大村市立鈴田幼稚園

### 対馬市
- 対馬市立厳原幼稚園
- 対馬市立鶏鳴幼稚園
- 対馬市立比田勝こども園

### 壱岐市
- 壱岐市立郷ノ浦幼稚園
- 壱岐市立石田こども園
- 壱岐市立田河幼稚園
- 壱岐市立瀬戸幼稚園
- 壱岐市立箱崎幼稚園
- 壱岐市立霞翠幼稚園
- 壱岐市立勝本幼稚園
- 壱岐市立鯨伏幼稚園
- 壱岐市立那賀幼稚園

### 五島市
- 五島市立福江幼稚園
- 五島市立立黒瀬幼稚園
- 五島市立山下幼稚園

### 西海市
- 西海市立大島幼稚園

### 雲仙市
- 雲仙市立千々石幼稚園

### 南島原市
- 南島原市立西有家幼稚園
- 南島原市立北有馬こども園
- 南島原市立口之津幼稚園
- 南島原市立加津佐幼稚園

### 南松浦郡
- 新上五島町立上荒川幼稚園
- 新上五島町立奈良尾幼稚園
- 新上五島町立神部幼稚園
- 新上五島町立東浦幼稚園
- 新上五島町立崎浦幼稚園
- 新上五島町立有川幼稚園
- 新上五島町立青方幼稚園
- 新上五島町立魚目幼稚園

### 東彼杵郡
- 川棚町立川棚小学校

### 北松浦郡
- 小値賀町立小値賀幼稚園

## 私立幼稚園

### 長崎市私立幼稚園協会

#### 西地区
- いなさ幼稚園
- くるみ西幼稚園
- 小江原ひかり幼稚園
- 光華幼稚園
- 聖マリア幼稚園
- 第二ひかり幼稚園
- 長崎南山認定こども園
- ひかり幼稚園
- 富士幼稚園
- 宝珠幼稚園
- 友愛社会館幼稚園
- 百合幼稚園
- ロザリオ幼稚園

#### 東地区
- あやめ東幼稚園
- 皓台寺幼稚園
- くるみ幼稚園
- 諏訪幼稚園
- 聖母の騎士幼稚園
- 聖母の騎士東長崎幼稚園
- 玉木幼稚園
- 天童幼稚園
- 長崎女子短期大学付属第一幼稚園
- 長崎女子短期大学付属第二幼稚園
- 日見幼稚園
- 矢上幼稚園
- レデンプトール幼稚園

#### 北地区
- うみのほし幼稚園
- 大園幼稚園
- くるみ北幼稚園
- 小鳩幼稚園
- 純心幼稚園
- すみよし幼稚園
- 聖アントニオ幼稚園
- 長崎信愛幼稚園
- 第二女の都幼稚園
- 滑石中央幼稚園
- みのりが丘幼稚園
- みやま幼稚園
- 女の都幼稚園
- ルンビニー幼稚園

#### 南地区
- 大浦信愛幼稚園
- おおとり幼稚園
- 小ケ倉幼稚園
- 三和幼稚園
- さくら幼稚園
- ダイヤランド青い鳥幼稚園
- 野母崎幼稚園
- 深掘幼稚園
- 深掘純心幼稚園
- 第二双葉幼稚園
- 双葉幼稚園

#### 西彼地区
- あかつき幼稚園
- あやめ幼稚園
- 上長与幼稚園
- 西彼中央幼稚園
- 中央幼稚園
- 天真幼稚園
- 時津幼稚園
- 鳴鼓幼稚園
- ひらき幼稚園
- フレンド幼稚園

### その他
- あけのほし幼稚園
- 茂木幼稚園
- 光華幼稚園
- みどり幼稚園
- 長崎聖母幼稚園
- 桜の聖母幼稚園
- 比良幼稚園
- 進徳幼稚園
- 柚木幼稚園
- 東大野幼稚園
- 菊の香幼稚園
- 大野幼稚園
- アソカ北幼稚園
- 松円幼稚園
- アソカ幼稚園
- 潮見幼稚園
- 聖心幼稚園
- 黒髪くりのみ幼稚園
- さつき幼稚園
- 大宮幼稚園
- いしだけ幼稚園
- 九州文化学園幼稚園
- 皆瀬幼稚園
- 東相浦幼稚園
- 相浦幼稚園
- 日野幼稚園
- 相浦聖母幼稚園
- 光の子グレース幼稚園
- 花高幼稚園
- 早岐くりのみ幼稚園
- 早岐幼稚園
- 広田幼稚園
- 深信幼稚園
- 東明幼稚園
- 諫早純心幼稚園
- 小栗幼稚園
- 西諫早幼稚園
- ばらの幼稚園
- 諫早清水幼稚園
- 鎮西学院幼稚園
- 聖和幼稚園
- ひかわ第一幼稚園
- 島原幼稚園
- 有明幼稚園
- 島原活水幼稚園
- 安中幼稚園
- 大村聖母幼稚園
- 向陽幼稚園
- 長崎星美幼稚園
- まつうら幼稚園
- 慈光幼稚園
- 崎戸幼稚園
- 華頂幼稚園
- 山美幼稚園
- 茨木幼稚園
- みのり幼稚園
- 波佐見東幼稚園
- アナンダ幼稚園
- まどか幼稚園
- 東彼杵中央幼稚園
- 小さき花の幼稚園
- 小浜幼稚園
- うせん辻幼稚園
- くにみ幼稚園
- 勝光幼稚園
- 深江幼稚園
- たちばな幼稚園
- 有家たちばな幼稚園
- 南島原はらじょうこども園
- 不二幼稚園
- やよい幼稚園
- カトリック山田幼稚園
- 潜竜聖母幼稚園
- 吉井中央幼稚園

### 五島市
- 福江幼稚園